# Maurice Connolly
Maurice Connolly, född 13 mars 1877 i Dubuque i Iowa, död 28 maj 1921 i en flygolycka i Maryland, var en amerikansk politiker (demokrat). Han var ledamot av USA:s representanthus 1913–1915.
Connolly efterträdde 1913 Charles E. Pickett som kongressledamot och efterträddes 1915 av Burton E. Sweet.
Connolly ligger begravd på Mount Olivet Cemetery i Dubuque i Iowa.